# Alexandre Gussiatnikov
Alexandre Mikaïlovitch Gussiatnikov, parfois orthographié Alexandre Gusyatnikov (Александр Михайлович Гусятников) (né le 5 octobre 1950 à Orenbourg en Russie soviétique) est au cours des années 1970 un des coureurs cyclistes de l'équipe soviétique, dont il était devenu le "pilier". Il devient ensuite entraîneur de l'équipe de l'URSS puis, à partir de 1989 il dirige quelques équipes formées de jeunes coureurs russes. En 2000, déjà membre du Comité directeur de l'Union européenne de cyclisme, il est élu Président de la Fédération russe de cyclisme.

## Biographie

### Coureur tout-terrain à forte longévité
C'est en 1970 qu'Alexandre Gussiatnikov connaît ses premières sélections dans l'équipe de l'URSS. Originaire de la région de l'Oural, poumon économique et scientifique de L'URSS, il est alors encore étudiant à l'Université de Smolensk. Coureur cycliste il sillonne pendant plus d'une dizaine de saisons les épreuves cyclistes par étapes en Europe, en Afrique, à Cuba. Il a étoffé son palmarès de nombreux succès, en Irlande, Bulgarie, Yougoslavie. En France, souvent présent dans les courses à étapes disputées en avril et début mai, il a remporté de nombreuses étapes, épaulé plusieurs vainqueur et remporté des succès dans des épreuves significatives, tels les "Granitiers bretons" et le Circuit de Saône-et-Loire. Comme au Tour d'Algérie, au Tour du Maroc il est fréquemment classé parmi les premiers. S'il n'a pas participé au Tour de l'Avenir, la raison en est l'absence de toute équipe soviétique dans cette épreuve entre 1968 et 1978. Bien qu'il ait continué de courir jusqu'après 1982, il paraissait trop vieux pour le Tour de l'Avenir. De fait sa carrière épouse la courbe ascendante du cyclisme soviétique de compétition au cours de la décennie 1970-1980. Lui-même aurait rêvé de participer au Tour de France.
Alexandre Gussiatnikov a pris le départ de la Course de la Paix à 8 reprises, il a terminé 7 fois cette course, sans avoir triomphé individuellement lors d'une étape ou dans un classement annexe. Mais il a contribué à 6 victoires de l'équipe de l'URSS au classement par équipes, ce qui apparaît comme un record. Ce classement des équipes était autant considéré (voire mieux considéré) qu'une victoire individuelle. Comme Gainan Saidschushin pour la génération précédente, Il était devenu le "chef de route" de ses jeunes équipiers.

### Entraîneur, directeur sportif, acteur de la transformation du cyclisme soviétique
Sa carrière de coureur achevée, Alexandre Gussiatnikov est l'un des successeurs de Viktor Kapitonov comme entraîneur des cyclistes soviétiques. En 1985, diplômé des sports, il assume la sélection de l'équipe de l'URSS pour les Championnats du monde. Cette fonction d'entraîneur national l'amène à l'année 1989. À ce moment, les structures du cyclisme d'État soviétique implosent. D'une part, une quinzaine de coureurs passent professionnels, au sein de l'équipe Alfa Lum, dans des conditions telles qu'ils ne sont pas maîtres de la négociation pécuniaire de leurs contrats. D'autre part, sept "espoirs" du cyclisme soviétique entreprennent une saison cycliste au sein d'un club français de l'Essonne. Ce club "commercial", le "Guidon d'Or d'Évry", est monté de toutes pièces par un chef d'entreprise amateur de vélo, Serge Bonnat.

### 1989: avec le "Team Bonnat 91"
Ces coureurs sont "chapeautés" par Alexandre Gussiatnikov, qui durant un an est codirecteur sportif de cette structure. Les 7 espoirs du cyclisme encore soviétique qui vivent cette expérience, ont une moyenne d'âge de 19/20 ans. Qui sont-ils ?
- Pavel Tonkov, né le 9 février 1969, 22 ans, ancien champion du monde juniors (1987), médaillé d'argent par équipes la même année
- Viatcheslav Djavanian, né le 5 mai 1969, 20 ans
- Dimitri Tcherkachin, le 9 février 1970, 19 ans, médaille de bronze au championnat du monde juniors contre-la-montre en équipe en 1988
- Vadim Chabalkin, né le 30 juillet 1968, 21 ans
- Oleg Polovnikov, né le 24 juin 1969, 20 ans, médaillé d'argent au championnat du mode juniors contre-la-montre en équipes contre la montre en 1987
- Serguei Chiriavski, né le 6 juin 1965, 24 ans,
- Oleg Kozlitine, né le 22 septembre 1969, 20 ans.

Le patron de l'équipe, Serge Bonnat est un ancien cyclo-sportif de la FSGT. La direction sportive est en fait bicéphale. Un ancien coureur français, Luc Mariette assure la direction sportive technique. Mais cette équipe, financièrement fragile, n'obtient guère de résultats ou plutôt pas les résultats escomptés. et le contrat la liant aux soviétiques n'est pas reconduit l'année suivante.

### 1990-1991: en Seine-Saint-Denis, l'équipe "Didier Louis-CSKA Moscou"
Dans un cadre à peu près semblable, Alexandre Gussiatnikov, et son adjoint Alexandre Lapteff, imposé par la fédération cycliste soviétique, prolonge de deux années son séjour en France en devenant directeur sportif d'un groupe "amateur' dont le siège est à Montreuil, en Seine-St-Denis. Un constructeur de cycles, Didier Louis sponsorise sous un maillot à son nom, de jeunes soviétiques ("de 19 à 30 ans") appartenant à la structure sportive du CSKA (Club de l'Armée) de Moscou, pour deux saisons de compétition en France. En 1990 l'équipe Didier-Louis/CSKA Moscou est composé ainsi :
- Alexandre Gussiatnikov, directeur sportif ("soviétique, ex-entraineur national")
- Alexandre Lapteff, manager (français)
- 1 soigneur (soviétique)
- 1 mécanicien (soviétique)
- Vadim Chabalkin, rescapé de l'équipe de 1989,
- Romes Gainetdinov, né le 6 mai 1967
- Dimitri Vassilichenko, né le 4 janvier 1964[8],
- Andrei Zoubov, né le 27 juin 1967
- Yuri Manuylov, né le 10 juin 1967
- Nikolai Galitchanine, né le 22 juin 1967. Ce dernier remporte en 1991 la course "classique" Paris-Barentin et le Circuit des Mines.
- Andreï Vedernikov, né en octobre 1959, l'ancien champion du monde des amateurs.
- Ildar Younoussoy
- N. Diadichkine
- V. Koutiepov
- V. Vjaravas

L'expérience tourne court durant la saison 1991, avec la fin de l'Union soviétique.

### 1994-1998 expérimentateur d'équipes professionnelles en Russie
Alexandre Gussiatnikov poursuit sa carrière d'entraîneur sportif en Russie
- En 1994, il est à la direction de l'équipe Rotator Compeny-Fimafra-J.C. Leasing
- En 1996, il retrouve le CSKA, Club sportif de l'Armée rouge, celui de Kouibychev redevenue Samara, nom historique de la ville. Le CSKA est associé au constructeur automobile Lada. Jusqu'en 1998, il dirige cette équipe Lada-CSKA Samara de coureurs russes, dont il avait, pour certains, suivis les premiers coups de pédale, en France. Parallèlement à ses fonctions d'entraîneur, et à celles de dirigeant d'une entreprise de "coatching", il commence à gravir les échelons de dirigeant du cyclisme russe et européen.

### Carrière de dirigeant

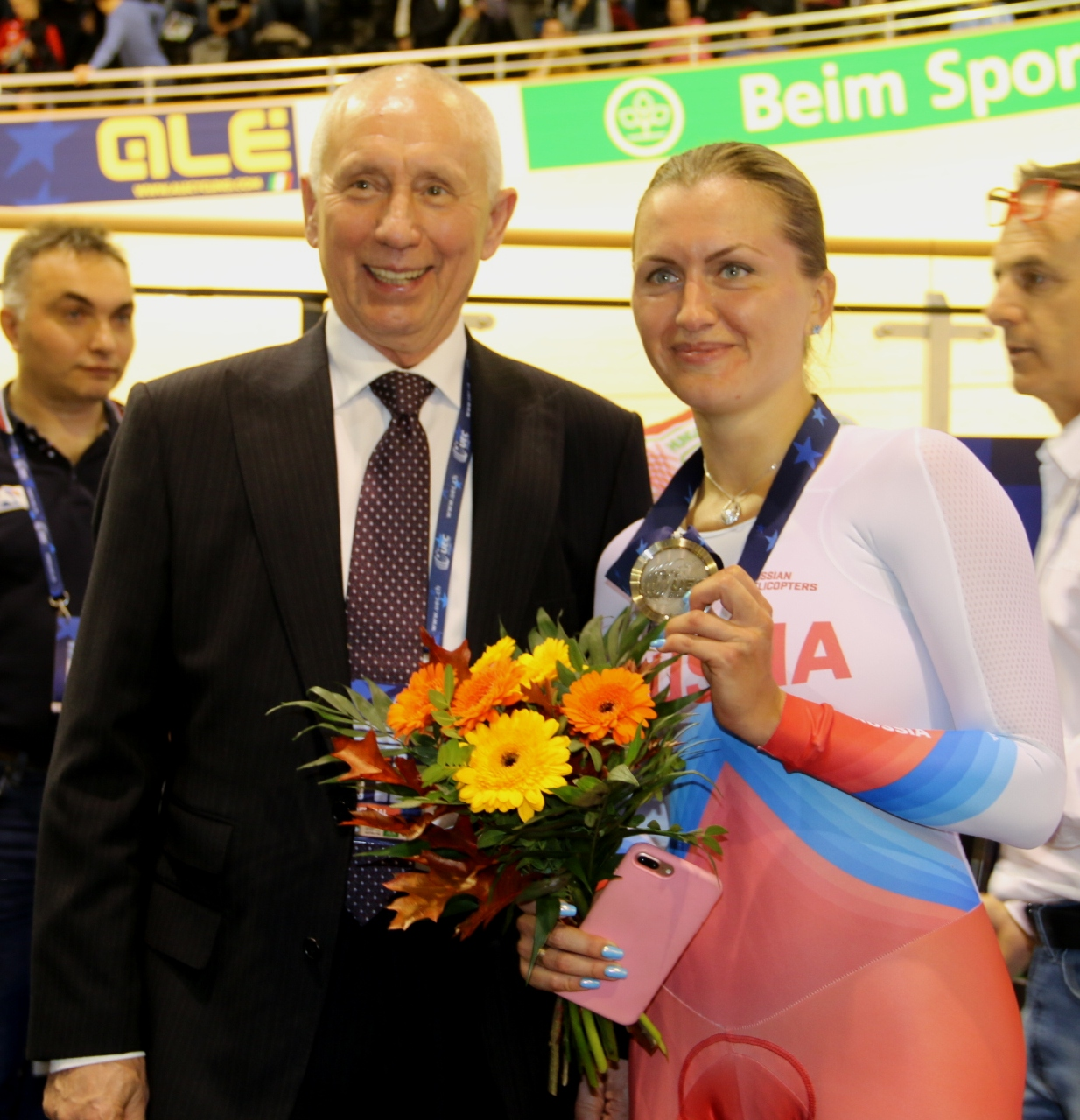
Gussiatnikov lors des Championnats d'Europe de cyclisme sur piste 2017 de Berlin avec Evgenia Augustinas.

Membre du Comité directeur de la Fédération russe de cyclisme, dont l'activité a très mal supporté la fin de l'organisation étatique du sport soviétique, il accède au comité directeur de l'Union européenne de cyclisme (UEC) en 1998. Enfin en novembre 2000, il devient Président de la Fédération russe de cyclisme. Depuis le 5 mai 2017, il est vice-président de l'UEC.

## Distinction
- Maître émérite des sports de l'URSS.

## Palmarès
- 1970
  - Rás Tailteann :
    - Classement général
    - 1re, 2e, 3e et 7e étapes

- 1971
  - 3e étape du Grand Prix Guillaume Tell[10]
  - 2e du Grand Prix François-Faber
  - 3e du Grand Prix Guillaume Tell
  - 4e du Tour d'Algérie[11]
  - 6e du Ruban granitier breton
  - 7e du championnat du monde sur route amateurs

- 1972
  - 1re étape du Tour du Limousin
  - 5e étape du Tour d'Algérie
  - 1re étape du Grand Prix Guillaume Tell
  - 3e du Tour de l'URSS
  - 4e du Grand Prix Guillaume Tell
  - 12e du Tour du Limousin[12]

- 1973
  - 3e étape du Tour d'Algérie
  - 4e du Circuit de la Sarthe
  - 10e du Tour d'Algérie

- 1974
  - 4e étape du Tour du Maroc
  - 2e du Tour de Bulgarie
  - 3e du Tour du Maroc
  - 8e du championnat du monde sur route amateurs

- 1975
  -  Champion d'URSS du contre-la-montre par équipes (avec Nikolaï Gorelov, Nikolaï Sitnik et Ildar Goubeiduline)
  - Ruban granitier breton :
    - Classement général
    - 2e étape

  - Prologue (contre-la-montre par équipes) et 4e étape du Grand Prix Guillaume Tell
  - 2e du Grand Prix Guillaume Tell
  - 2e du Tour de Bulgarie

- 1976
  - Circuit de Saône-et-Loire :
    - Classement général
    - 3e et 4e étapes[13]

  - Tour de Bulgarie
  - 2e du Tour de l'URSS
  - 3e du Tour de Yougoslavie

- 1977
  - Tour de Yougoslavie
  - 4ea étape du Tour de Cuba (contre-la-montre par équipes)

- 1978
  - 3e du Tour de l'URSS

- 1979
  - Course sur route de la VIIe Spartakiade internationale à Moscou[14]

- 1981
  - 3e étape du Tour du Táchira
  - 3e du Tour du Táchira

## Classements divers

### Résultats sur laCourse de la Paix
- 1970 : 29e[15]
- 1971 : 9e + victoire de l'équipe de l'URSS
- 1972 : 5e + victoire de l'équipe de l'URSS
- 1973 : abandon
- 1975 : 5e + victoire de l'équipe de l'URSS
- 1976 : 23e + victoire de l'équipe de l'URSS
- 1977 : 15e + victoire de l'équipe de l'URSS
- 1978 - 8e + victoire de l'équipe de l'URSS

### Championnats du monde
- Sélections au Championnat du monde, épreuve individuelle sur route, catégorie amateurs:
  - 1971 : 7e
  - 1974 : 8e
  - 1975 : 27e
  - 1977 : 20e
  - 1979 : 48e